# Administradores Europeos de Infraestructuras Ferroviarias
Administradores Europeos de Infraestructuras Ferroviarias (en inglés: European Rail Infrastructure Managers, EIM) es una asociación del sector que representa los intereses de los administradores de infraestructuras ferroviarias europeas. Sus miembros son propietarios/administradores de infraestructuras de la mayoría de los países de Europa/EEE. EIM se estableció formalmente en 2002 tras la liberalización del mercado ferroviario de la UE para promover los intereses de los administradores de infraestructuras ferroviarias independientes en la UE y el EEE. EIM es miembro fundador de la Plataforma de Gestores Europeos de Infraestructuras Ferroviarias (PRIME), miembro del Grupo de Organismos Representativos y miembro del Consejo de Administración de la Agencia Ferroviaria de la Unión Europea (ERA).

## Propósito
El papel de EIM es proporcionar una voz única para representar a sus miembros ante las instituciones europeas pertinentes y las partes interesadas del sector. EIM también ayuda a sus miembros a desarrollar sus negocios mediante el intercambio de experiencias y la contribución a las actividades técnicas y de seguridad de la Agencia Ferroviaria de la Unión Europea (ERA).

## Estructura organizativa
Con sede en Bruselas, la EIM está registrada como asociación internacional sin ánimo de lucro conforme a la legislación belga. La EIM está dirigida por un Presidente y tres Vicepresidentes, elegidos por un periodo de dos años. El Presidente, los Vicepresidentes y el Director Ejecutivo forman el Consejo de Administración. La Asamblea General es la máxima y última autoridad de gobierno de la asociación. Se reúne normalmente dos veces al año. Los miembros se reúnen de manera informal al más alto nivel para compartir experiencias y debatir asuntos de importancia común en las reuniones del Club de Directores Ejecutivos, que suelen celebrarse dos veces al año. El Director Ejecutivo está al frente de la Secretaría, que consta de tres unidades organizativas con una plantilla internacional de aproximadamente diez personas. Los miembros están representados en el MIE a través del Comité de Política y Gestión (PMC) para las actividades políticas y a través del Grupo Director Técnico (TSG) para los asuntos técnicos. El Comité de Política y Gestión y el Grupo de Dirección Técnica pueden estar asistidos por grupos de trabajo internos para abordar cuestiones específicas y supervisar áreas de interés especiales. En la actualidad, la EIM cuenta con 13 grupos de trabajo cuya labor coordina y supervisa el TSG. Los Grupos de Trabajo interactúan frecuentemente con sus equivalentes en la Agencia Ferroviaria de la Unión Europea, cuyo objetivo es crear una red ferroviaria eficiente en Europa promoviendo la interoperabilidad y las normas comunes para los ferrocarriles.

## Miembros
Los siguientes son miembros de pleno derecho de la EIM (con derecho a voto):
-  - Adif
-  - Banedanmark
-  - Finnish Transport Infrastructure Agency
-  - High Speed 1
-  - Infrabel
-  - Bane NOR
-  - Network Rail
-  - ProRail
-  - IP
-  - SNCF Réseau
-  - Trafikverket
-  - PKP Polskie Linie Kolejowe

Los siguientes son miembros asociados de la EIM (sin derecho a voto):
-  - Getlink (antes Groupe Eurotunnel)
-  - El consorcio LISEA (formado por VINCI Concessions (líder), la Caisse des Dépôts con su filial CDC Infrastructure y AXA Private Equity)
-  - HS2
-  - Network Rail High-Speed
-  - Solidarity Transport Hub Poland

## Actividades
Las principales áreas de interés de la EIM son:
Política de la UE
- Marco reglamentario de la UE para los ferrocarriles: el primer, segundo, tercer y cuarto paquete
- Medidas de la UE destinadas a armonizar, entre otras cosas, los cánones de acceso a las vías (TAC), los TAC modulados por el ERTMS, la tarificación diferenciada por el ruido, los acuerdos marco, el acceso a las instalaciones de servicio
- Propuesta de cuarto paquete ferroviario
- TEN-T y CEF
- Movilidad urbana
- Sistemas inteligentes de transporte
- Medio ambiente
- Libro Blanco del Transporte
- Shift2Rail[2]

Asuntos técnicos
- Infraestructura (INF)
- Aceptación cruzada (XA)
- Operaciones (OPE)
- Gestión del control de cambios del ERTMS (ERTMS)
- Personas con movilidad reducida (PMR)
- Compatibilidad de la detección de trenes (TDC)
- Seguridad (SAF)
- Locomotoras y material rodante de pasajeros (LOC&PAS)
- Energía (ENE)
- Seguridad (SEC)
- Telecomunicaciones (TEL)
- Registro de Infraestructuras (RINF)
- Aplicaciones telemáticas para pasajeros y mercancías (TAP&TAF)

Empresarial
- Gestión de activos
- Desarrollo de KPIs
- Ferrocarriles digitales
- Investigación y desarrollo